# Offensiva in Siria del 2024
L'operazione Deterrenza d'Aggressione (in arabo  ردع العدوان‎?, Radiʿ al-ʿAdwān) è stata un'offensiva militare iniziata nel nord-ovest della Siria nel pomeriggio del 27 novembre 2024 da parte di gruppi islamisti e di opposizione siriana, sostenuti dalla Turchia.
Il gruppo più rappresentato nei combattimenti è stato Tahrir al-Sham, d'ispirazione salafita e che guida il Governo di Salvezza Siriano, comandato da Abu Muhammad al-Jawlani, già membro di al-Qa'ida in Iraq e Siria e fondatore del Fronte al-Nusra. Il gruppo ha affermato di aver lanciato l'offensiva in risposta ai continui bombardamenti sulle campagne del governatorato di Aleppo da parte delle forze armate siriane, rompendo così l'accordo di cessate il fuoco stipulato da Russia e Turchia a marzo 2020.
L'offensiva è terminata l'8 dicembre, con la caduta di Damasco, la fuga del presidente al-Assad in Russia e la vittoria dei ribelli.

## Premesse
A seguito dell'accordo sul cessate il fuoco del marzo 2020, le operazioni su vasta scala nel nord-ovest della Siria sono cessate. Nonostante ciò, i gruppi d'opposizione, in particolare Tahrir al-Sham, hanno impiegato l'assenza di combattimenti per riformare le proprie strutture e migliorare l'addestramento, al fine di sviluppare forze speciali e la capacità di combattere in notturna. Secondo il Kyiv Post, i ribelli basati a Idlib hanno ricevuto informazioni e addestramento dall'intelligence ucraina. Nel frattempo il governo siriano ha sofferto molto della crescente corruzione, nonché responsabilità governativa di commercio di Captagon, facendo sì che alcuni ricercatori definissero la Siria come il più grande "narco-Stato del mondo". Aleppo e il suo governatorato erano sotto il controllo del governo di Assad dal 2016, anno della battaglia di Aleppo.
Il 26 novembre, l'artiglieria governativa siriana ha colpito la cittadina di Arīḥā, roccaforte dei gruppi ribelli, uccidendo e ferendo 16 civili.

## Offensiva
Il 27 novembre 2024, Tahrir al-Sham ha annunciato il lancio dell'operazione Deterrenza d'Aggressione contro le forze governative nella parte occidentale del governatorato di Aleppo. Secondo l'opposizione siriana, l'offensiva è una diretta risposta all'attacco di artiglieria delle forze di Baššār al-Asad sulla città di Idlib, il quale ha ucciso almeno 30 civili.

### Avanzata iniziale
Durante le prime dieci ore di combattimenti, le forze di Tahrir al-Sham hanno catturato venti villaggi dalle forze governative, tra cui al-Bara. Inoltre, è stata assediata e successivamente conquistata la base del 46º Reggimento dell'Esercito arabo siriano. L'Osservatorio siriano per i diritti umani ha riportato che 37 soldati delle forze governative e 60 membri delle forze d'opposizione sono caduti negli scontri. È anche stata colta da un'imboscata un'unità delle forze speciali russe appartenente al GRU, causando un morto tra le file russe. Ciò ha scatenato la risposta aerea russa e siriana, consistente in massicci attacchi aerei su Atarib e villaggi circostanti.
Il 28 novembre, Tahrir al-Sham ha lanciato un'offensiva in direzione est, catturando numerosi villaggi e portando le truppe in prossimità dell'autostrada M5, la quale verrà occupata entro la serata, sottraendo così altri 40 villaggi alle Forze armate siriane. Durante l'arco della giornata sono perdurati gli attacchi aerei russi su Atārib, uccidendo 15 civili, nonché quelli siriani su Darat Izza, i quali hanno ucciso altri 4 civili. Un combattente delle Forze Democratiche Siriane del Rojava è stato colpito vicino Ayn Issa, governatorato di al-Raqqa, da un drone delle forze aeree turche. Nella tarda serata, i media iraniani hanno riportato l'uccisione, da parte dei ribelli, del generale dei Pasdaran Kioumars Pourhashemi.
Il 29 novembre, Tahrir al-Sham prosegue l'avanzata verso Aleppo, conquistando altri villaggi anche grazie all'aiuto delle altre forze. Durante gli scontri si segnalano due attacchi suicidi con auto-bomba. Nella tarda serata del 29 novembre, le forze di opposizione dichiarano di aver catturato la quasi totalità della città, tra cui la piazza principale. Presenti nell'area come Ajnād al-Kavkaz (lett. "I soldati del Caucaso") e il Partito Islamico del Turkestan in Siria.

### L'ingresso ad Aleppo
Il 29 novembre, le forze di opposizione entrano nei quartieri occidentali di al-Hamdaniya e New Aleppo. Durante la seconda metà della giornata, le forze di opposizione sottraggono altri cinque distretti di Aleppo. Gli scontri sono riportati in tutti settori della città, tra cui il centro cittadino. Durante gli scontri si segnalano due attacchi suicidi con auto-bomba. Nella tarda serata del 29 novembre, le forze di opposizione dichiarano di aver catturato la quasi totalità della città, tra cui la piazza principale.
Nelle prime ore del 30 novembre, le forze ribelli catturano la cittadella di Aleppo, considerata il quartier generale del governo di Baššār al-Asad in città. Alla mattina, le forze ribelli hanno controllato più della metà di Aleppo, costringendo le forze governative alla ritirata verso la città di al-Safīra.
Nel resto della Siria, i ribelli continuano a catturare città e villaggi. Le forze governative si sono ritirate da quasi tutto il governatorato di Idlib. Le forze governative si ritirano anche dall'aeroporto di Aleppo e da al-Safīra.
Con la conquista di Maʿarrat al-Nuʿmān, i villaggi conquistati dai ribelli diventano più di 50. Un ulteriore attacco aereo di sospetta matrice russa, uccide 16 civili e causa 20 feriti ad Aleppo.

### Ritiro delle forze armate siriane e avanzata curda
Il 30 novembre, a seguito del collasso delle Forze armate siriane nel nord-ovest del Paese, le Forze Democratiche Siriane a maggioranza curda entrano nei villaggi di Dayr Hafir, Tell Aran e nella parte orientale di Aleppo, sottraendoli alle forze governative. A seguito del ritiro governativo, nel pomeriggio conquistano anche l'Aeroporto Internazionale di Aleppo. Ulteriori scontri tra i ribelli filo-turchi e le Forze Democratiche Siriane si hanno avuti nell'area di Tell Abyad, al confine con la Turchia.
Nel frattempo, l'Esercito Nazionale Siriano, appoggiato dalla Turchia, annuncia l'inizio dell'Operazione "Alba di Libertà" (in arabo عملية فجر الحرية‎?, ʿAmaliyya fajr al-ḥurriya, in turco Özgürlük Şafağı Operasyonu) con l'obiettivo di tagliare i rifornimenti e le comunicazioni alle Forze Democratiche Siriane, oltre che stabilire un corridoio tra al-Bab e Tell Rifaat.

### Avanzata verso Hama
Nella serata del 30 novembre, le forze di opposizione guidate da Tahrir al-Sham avanzano rapidamente nel governatorato di Hama, catturando decine di villaggi. Nella regione di Aleppo, i ribelli controllano l'aeroporto di Aleppo dopo che le Forze Democratiche Siriane hanno deciso di ritirarsi. Le forze filo-governative hanno iniziato a ritirarsi dalla città di Hama e della sua base aerea, seppur questo fatto sia stato negato dal ministero della difesa siriano. Verso le 19 circa, Tahrir al-Sham circonda e accerchia Hama, catturando almeno sei villaggi. Nel frattempo, Israele colpisce posizioni controllate dal governo vicino alle alture del Golan occupate.
Nelle prime ore del 1º dicembre, le forze governative stabiliscono nuovi posizioni militari nella periferia di Hama e nelle campagne a nord. La Russia continua a lanciare attacchi aerei contro le città catturate dei ribelli nelle regioni di Idlib e Hama. Ad Idlib un attacco aereo russo colpisce un campo profughi, uccidendo nove civili e ferendone 62, seguito da un secondo attacco contro l'Ospedale Universitario di Aleppo, mietendo 8 vittime. Entro sera, l'esercito nazionale siriano ha catturato le città di al-Safīra e l'Aeroporto militare di Kuwayris, mentre vi sono stati scontri fra l'esercito nazionale siriano e le forze democratiche siriane nel nord-est di Aleppo. Nel frattempo Tahrir al-Sham ha catturato l'impianto centrale di riscaldamento, la scuola di artiglieria e l'Accademia militare nella periferia di Aleppo. Nello stesso giorno, il comandante delle truppe russe in Siria, tenente generale Sergej Kisel', è stato rimosso dal suo incarico e sostituito dal generale Aleksandr Čajko.
Nella serata del 1º dicembre, l'Esercito Nazionale Siriano filo-turco ha lanciato un'offensiva contro la città di Tell Rifaat, controllata dalle forze democratiche siriane, catturandola insieme ad altri villaggi circostanti. Le restanti cittadine controllate dalle forze dell'Amministrazione Autonoma della Siria del Nord-Est nella regione sono assediate e prive di ogni forma di comunicazione dopo essere state circondate le forze di opposizione.
Il 5 dicembre, le forze di opposizione sono entrate nella parte nord-orientale della città di Hama. Lo stesso giorno, le forze armate siriane si sono ritirate dalla città, annunciando che le "unità militari sono state riposizionate fuori dalla città" per "preservare la vita dei civili" dopo che le forze guidate dall'HTS sono state in grado di "penetrare in diverse parti della città" ed entrarvi. Le forze ribelli sono entrate anche nella prigione centrale di Hama e hanno liberato centinaia di detenuti. Nel pomeriggio, le forze di opposizione hanno assunto il controllo totale della città, mentre le forze filogovernative si erano ritirate.
Il leader dell'opposizione siriana al-Jawlani ha descritto la conquista di Hama come "la pulizia della ferita che dura da 40 anni in Siria", riferendosi al massacro di Hama del 1982.

### Avanzata verso Homs
Il 5 dicembre 2024, le forze repubblicane siriane si sono ritirate dalle città di Salamiyya e Talbiseh verso la città di Homs, poche ore dopo il loro ritiro da Hama, mentre i ribelli si sono avvicinati alle periferie delle due città. Dopo aver raggiunto un accordo con gli anziani e il consiglio religioso ismailita della città, le forze dell'opposizione sono entrate a Salamiyya senza combattere. Entro la mezzanotte, le forze dell'opposizione nel governatorato meridionale di Dar'a hanno conquistato il capoluogo Dar'a e oltre il 90% della provincia, mentre le forze filogovernative si sono ritirate verso la capitale Damasco.

### Avanzata verso Damasco
L'8 dicembre, il presidente della Siria, Baššār al-Asad, ha lasciato Damasco e il territorio siriano, ritirandosi così dall'esercizio delle sue funzioni presidenziali. Nello stesso giorno, il primo ministro siriano ha avviato negoziati con i leader del Tahrir al-Sham e dell'Esercito Siriano Libero per una transizione pacifica del potere.

## Reazioni internazionali
- Siria: L'Esercito Arabo Siriano ha descritto l'offensiva come "un attacco terroristico enorme e di vasta scala" nel quale "un gran numero di terroristi hanno usato armi pesanti" prendendo di mira villaggi, città e installazioni militari.[53] Il 30 novembre, il Governo siriano ha annunciato un "ritiro temporaneo" delle truppe da Aleppo.[54] Sempre il 30 novembre, un commentatore siriano filo-governativo ha affermato sulla televisione di Stato che "i rinforzi e l'assistenza fornita dalla Russia respingeranno i gruppi terroristici", attaccando anche la Turchia per il supporto dato agli insorti nei governatorati di Aleppo e Idlib.[55]
- Opposizione siriana: Hassan Abdelghani, portavoce della Coalizione, ha dichiarato che gli obiettivi dell'operazione sono le forze di Baššār al-Asad e le milizie iraniane, accusate di aver portato "devastazione, morte e omicidi nella regione" mentre "sfruttavano le popolazioni arabe e musulmane", spingendo per "piani di sabotaggio mascherati da Resistenza".[9]
- L'Amministrazione Autonoma della Siria del Nord-Est ha mobilitato le forze contro Tahrir al-Sham e ha denunciato gli attacchi, con il portavoce delle Forze Democratiche Siriane Farhad Shamî che ha dichiarato che gli attacchi sono un tentativo di prevenire la pace in Siria.[56][57]
- Iran: il Ministro degli Affari Esteri della Repubblica Islamica Abbas Araghchi ha descritto l'offensiva come "un piano orchestrato dagli Stati Uniti d'America e dal regime sionista[58] a seguito della sconfitta in Libano e Palestina."[59]
- Turchia: il Ministro degli affari esteri Hakan Fidan ha chiesto la cessazione degli attacchi aerei su Idlib e ha richiesto che "sia evitata una maggiore instabilità e che non vengano colpiti civili".[60]
- Russia: Il portavoce presidenziale Dmitrij Peskov ha definito l'offensiva "una violazione della sovranità della Siria nella regione".[59]
- Italia: il Ministro degli affari esteri Antonio Tajani, in un post su X, ha condannato l'attacco russo sul collegio francescano "Terra Sancta" di Aleppo, chiedendo a tutte le parti coinvolte la massima tutela nei confronti della popolazione civile.[61]
- Stati Uniti: in una telefonata con il Ministro degli affari esteri turco Hakan Fidan, il Segretario di Stato Antony Blinken ha discusso sulla necessita di una de-escalation, la tutela dei civili e delle infrastrutture.[62]
- Ucraina: Il Ministero degli affari esteri ha dichiarato che la destabilizzazione della Siria è responsabilità della Russia, dell'Iran e delle azioni del governo di Assad, che ha rifiutato il dialogo interno. Inoltre, ha respinto le accuse mosse dalla Russia all'Ucraina riguardo un presunto sostegno militare ai ribelli.[63]